# Fluchthorn (Alpes pennines)
Pour les articles homonymes, voir Fluchthorn (homonymie).
Le Fluchthorn est un sommet des Alpes valaisannes, en Suisse, situé dans le canton du Valais, qui culmine à 3 794 m d'altitude.
Situé au nord-est du Strahlhorn, à moins de 3 km au nord de la frontière italienne, il domine le glacier de l'Allalin au nord-ouest et le Schwarzberggletscher au sud-est.